# 川島康生
川嶋 康生（かわしま やすなる、1930年〈昭和5年〉8月23日 - ）は、日本の医学者、医師。国立循環器病センター名誉総長。大阪大学名誉教授。医学博士（大阪大学、1961年）。

## 略歴・人物
大阪府出身。1943年（昭和18年）大阪府池田師範学校附属国民学校（現：大阪教育大学附属池田小学校）卒業。大阪府立豊中中学校（旧制）を経て京都大学工学部に入学するも中退。その後、大阪大学医学部に入学し、卒業。
体外循環の安全性の向上の研究を行い、先天性心臓奇形に対する川島手術など多くの新しい手術を世界に先駆けて発表するなど、日本の心臓外科医の第一人者として活躍。学校法人大阪薬科大学の理事長なども務めた。

### 年譜
- 1951年（昭和26年） - 3月、京都大学工学部機械工学科中退
- 1955年（昭和30年） - 大阪大学医学部卒業
- 1961年（昭和36年） - 大阪大学大学院医学研究科外科系博士課程修了（学位論文「体外循環の血行動態に関する研究 : 特に人工心肺装置を用いた時の適正灌流量の決定について」）
- 1964年（昭和39年） - 南カリフォルニア大学留学。その後、大阪大学医学部第一外科講師に
- 1976年（昭和51年） - 大阪大学医学部第一外科助教授
- 1978年（昭和53年） - 大阪大学医学部第一外科教授（1990年〈平成2年〉まで）
- 1986年（昭和61年） - 大阪大学医学部附属病院院長
- 1990年（平成2年） - 国立循環器病センター（現：独立行政法人国立循環器病研究センター）病院長
- 1995年（平成7年） - 国立循環器病センター総長（1996年〈平成8年〉まで）
- 1996年（平成8年） - 国立循環器病センター名誉総長

## その他の役職
- 循環器病研究振興財団理事長
- 産経新聞「明美ちゃん基金」運営委員長[3]

## 受賞歴・叙勲歴
- 日本医師会医学賞（1995年）
- 紫綬褒章（1997年）[4]
- 大阪文化賞（1999年[5]）
- 勲二等旭日重光章（2002年）[6]
- 文化功労者（2007年）[7]
- 学士会アカデミア賞（2015年[2]）